# Westerhout 5
Westerhout 5 (Sharpless 199, Nebulosa del Alma, IC 1898, LBN 667 es una nebulosa de emisión en la constelación de Casiopea. En esta nebulosa se pueden ver algunos cúmulos globulares: CR 34, 632, 634 e IC 1848. Este objeto se le llama más IC 1848 que en otras designaciones, es la más típica.

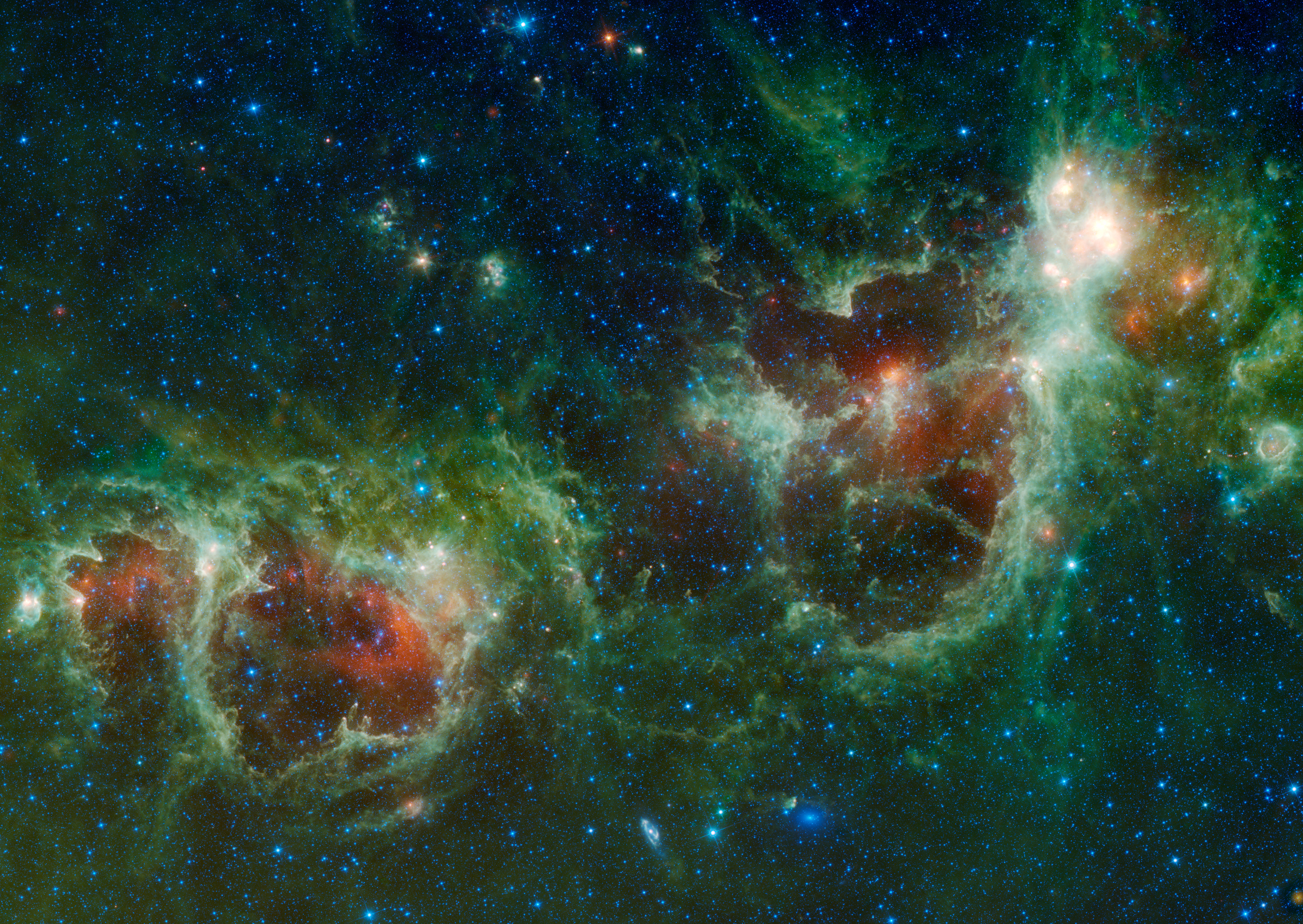
Las dos nebulosas juntas